# Lippershey (Mondkrater)
Lippershey ist ein kleiner, schüsselförmiger Einschlagkrater im Südwesten der Mondvorderseite im Osten der Ebene des Mare Nubium, nordöstlich des Kraters Pitatus und westlich von Purbach.
| Buchstabe | Position           | Durchmesser | Link |
| --------- | ------------------ | ----------- | ---- |
| K         | 26,72° S, 11,52° W | 2 km        |      |
| L         | 25,78° S, 11,85° W | 3 km        |      |
| M         | 24,29° S, 10,96° W | 2 km        |      |
| N         | 24,54° S, 9,63° W  | 3 km        |      |
| P         | 26,39° S, 8,45° W  | 2 km        |      |
| R         | 26,72° S, 10,24° W | 4 km        |      |
| T         | 25,31° S, 11,21° W | 5 km        |      |

Der Krater wurde 1935 von der IAU nach dem niederländischen Optiker Hans Lipperhey offiziell benannt.